# Vanna Olivieri
Pour les articles homonymes, voir Olivieri.
Vanna Olivieri, nom de scène d'Arlette Anna Biasini (née le 31 mai 1924 à Marseille, morte le 23 janvier 2010 à Martigues) est une chanteuse française qui fait carrière en République démocratique allemande dans les années 1950 et 1960.

## Biographie
Elle étudie d'abord la germanistique à Paris, mais décide ensuite de se lancer dans une carrière de chanteuse.
Elle complète sa formation de chant à Milan, Salzbourg et à partir de 1948 à Vienne auprès de Maria Cebotari. Olivieri veut devenir chanteuse d'opéra, mais se retrouve vite dans des chansons et du schlager. Elle tourne en Europe pendant cinq ans et se produit en RDA avec l'orchestre de danse Schwarz-Weiß (chef d'orchestre : Karl Meyer) dans 112 événements en trois mois. De plus, elle se produit en Égypte et en Israël. Elle a comme surnom "le rossignol corse".
Elle devient une invitée régulière des programmes télévisés les plus connus de la RDA. En mai 1963, elle fait la couverture de Melody and Rhythm. Des compositeurs et auteurs-compositeurs tels que Gerd Natschinski, Willy Schüller ou Jürgen Degenhardt lui écrivent des chansons.
Par ailleurs, elle est quelquefois actrice au cinéma et à la télévision.
Vanna Olivieri fait sa dernière apparition à la télévision est-allemande le 17 novembre 1964 lors du 12e numéro de l'émission en direct Amiga-Cocktail diffusée depuis le Friedrichstadt-Palast. La nouvelle musique beat émergente et la Beatlemania atteignent la jeunesse de la RDA. En première partie d'Olivieri, on trouve de jeunes groupes beat comme les Sputniks avec Shake Hands, le Franke Echo Quintet avec Peter Gunn et le Hemman Quintet avec Sie liebt dich, une reprise de la chanson des Beatles She Loves You. Immédiatement après, quand Olivieri monte sur scène en robe de soirée noire et commence à interpréter la chanson schlager In Marseille Leben Marcel, elle est huée par le public. L'animateur Heinz Quermann ne peut pas pu calmer le public. Comme il s'agit d'un enregistrement en direct, la performance ne peut pas être cachée. Le spectacle est annulé, Vanna Olivieri arrête sa carrière et quitte l'Allemagne de l'Est.

## Discographie
Singles
- 1960 : St. Tropez Cha Cha / Nicht jede Liebe hat ein Happy-End (Bella-Musica Klangaktiv 4294 S) – avec Die Urbanos
- 1960 : Küsst sich ein verliebtes Paar… / Zwei Matrosen, die sahen ein Mädchen (Elite Special 8652)
- 1961 : Ich kenn' die Liebe, ich kenn' die Männer / Liebe mich oder verlass' mich noch heute (Bella-Musica Klangaktiv BM 281)
- 1961 : Die Tausend Lichter von Paris / Mucho, Mucho (Polydor 24 682) – avec l'Orchestre Rüdiger Piesker
- 1963 : Sag mir, wo die Blumen sind / Serenade im Mondlicht (Amiga 4 50 405)
- 1963 : Robinson / In Marseille lebt Marcel (Amiga 4 50 351)
- 1963 : Eldorado / Bonjour, L'Amour (Amiga 4 50 387)
- 1963 : Allez Gaston / Heut' brauch' ich Musik (Amiga 4 50 394)

EP
- 1960: Prego, Prego, Gondoliere: Bye, Bye, Bahia, Santa Maria, Prego, Prego, Gondoliere, Bella Aida (Pan GC 4558) – publié uniquement en Suisse

## FIlmographie
- 1955 : Trois Hommes dans la neige
- 1955 : Wunschkonzert
- 1961 : Das Mädchen auf der Titelseite
- 1962 : Du hast Glück bei den Frau’n (TV)